# Султанізм
Султанізм — форма авторитарного уряду, що характеризується постійною особистою присутністю правителя в усіх елементах управління державою. Правитель не обов'язково повинен бути присутнім в економічному чи соціальному житті країни, і таким чином в цих галузях може існувати плюралізм.
Термін султанізм походить від слова султан, титулу, який використовувався в мусульманських суспільствах для світського суверена або монарха і який часто протиставляється релігійному титулу халіфа. У сучасному науковому використанні терміна, султанізм може існувати не лише в мусульманських або близькосхідних суспільствах. У 1996 році Хуан Лінц та Альфред Стефан перерахували найяскравіші приклади султанізму: «Гаїті під правлінням Дувалерів, Домініканська Республіка під Трухільйо, Центрально-Африканська Республіка під Бокассою, Філіппіни під Маркосом, Румунія під Чаушеску та Північна Корея під Кім Ір Сеном.»

За словами Хуана Лінца та Альфреда Стефана:
Суттєвою реальністю султаністського режиму є те, що всі особи, групи та інститути держави постійно піддаються непередбачуваним і деспотичним втручанням султана, і, отже, весь плюралізм є нестійким
У султанізмі султан може або приймати, або відторгати правлячу ідеологію, але він ніколи не зв'язаний ніякими законами чи якоюсь ідеологією, навіть якщо вона є його власною. Султан також може використовувати будь-які сили, які йому доступні, щоб здійснити своєю особисту волю (таких як напіввійськові організації або банди).